# David Cole
David Cole é um revisionista estadunidense, alegadamente judeu, mais conhecido por ter produzido em setembro de 1992, um documentário sobre o campo de concentração de Auschwitz no qual nega que a instalação tenha sido criada com o objetivo precípuo de exterminar judeus e outros inimigos do regime nazista.
Dizendo-se pressionado e fisicamente ameaçado, Cole renunciou a boa parte de sua pregação revisionista após 1994. Seu vídeo polêmico, contudo, pode ser facilmente encontrado na internet.